# Drosophila neochracea
Drosophila neochracea este o specie de muște din genul Drosophila, familia Drosophilidae, descrisă de Wheeler în anul 1959.
Este endemică în Bolivia. Conform Catalogue of Life specia Drosophila neochracea nu are subspecii cunoscute.